# Gorgos von Iasos
Gorgos von Iasos (griechisch Γόργος), Sohn des Theodotos, war ein Staatsmann und Diplomat des 4. Jahrhunderts v. Chr. aus der karischen Stadt Iasos in Kleinasien.
Aufgrund der Expansionen Makedoniens durch Alexander den Großen trat Gorgos gemeinsam mit seinem Bruder Minnion erfolgreich in Verhandlungen mit Alexander über die Binnengewässer von Iasos. Im Frühjahr 324 v. Chr. verhandelte er mit Alexander über die Rückführungen der Exulanten bezüglich des „Verbanntendekrets“ und trat bezüglich der Samos-Frage für die vormals durch Athen vertriebenen Samier ein. Nachdem Alexander sein „Verbanntendekret“ öffentlich verkünden ließ, überreichte ihm Gorgos zusammen mit anderen Gesandten goldene Kränze.
Gorgos verblieb noch bis Herbst 324 v. Chr. im Hoflager Alexanders und reiste dann nach Ekbatana, wo er durch einen Herold bekannt machen ließ, dass er Alexander mit 3.000 goldenen Kränzen geehrte habe. Außerdem teilte er dem Archontat in Iasos brieflich mit, dass die in Iasos lebenden vormals vertriebenen Samier auf Kosten der Gemeinde nach Samos zurückgesandt werden sollten. Aufgrund dieser Engagements wurden er und sein Bruder Minnion einschließlich möglicher Nachkommen schließlich in Iasos durch Steuerfreiheit und Prohedrie (Zuspruch von Ehrensitzplätzen etwa bei Theateraufführungen) sowie mit der Anerkennung des vollen Bürgerrechts in Samos geehrt.